# 雷德奥克 (艾奥瓦州)
雷德奥克（英語：Red Oak）是美国艾奥瓦州蒙哥馬利郡的城市，是蒙哥马利县的县城。 2010年人口普查中的人口为5742人，比2000年人口普查中的6197人少。